# Paramochtherus tinctus
Paramochtherus tinctus är en tvåvingeart som beskrevs av Oskar Theodor 1980. Paramochtherus tinctus ingår i släktet Paramochtherus och familjen rovflugor.
Artens utbredningsområde är Israel. Inga underarter finns listade i Catalogue of Life.